# Jourgnac
Jourgnac (en occitano Jurnhac) es una población y comuna francesa, situada en la región de Lemosín, departamento de Alto Vienne, en el distrito de Limoges y cantón de Aixe-sur-Vienne.

## Demografía
| 458 | 499 | 452 | 568 | 708 | 756 | 991 |
| Para los censos de 1962 a 1999 la población legal corresponde a la población sin duplicidades (Fuente: INSEE [Consultar]) |     |     |     |     |     |     |